# Circumferència dels nou punts

Circumferència dels nou punts

Existeix una circumferència associada a cada triangle anomenada circumferència dels nou punts. El seu nom es deriva del fet que la circumferència passa per nou punts notables, sis d'ells en el triangle (llevat que el triangle sigui obtús). Aquests són:
- El punt mitjà de cada costat del triangle.
- Els peus de les alçades
- Els punts mitjans dels segments determinats per l'ortocentre i els vèrtexs del triangle.

La circumferència dels nou punts també es coneix amb el nom de cercle d'Euler, cercle de Feuerbach, o cercle de nou punts.

## Descoberta
Habitualment s'acredita a Karl Wilhelm Feuerbach el descobriment de la circumferència dels nou punts. Tanmateix, el que ell va descobrir va ser la circumferència dels sis punts (en la figura, els punts M, N, P i E, G i J, respectivament). És més, poc temps abans Charles Brianchon i Jean Victor Poncelet havien demostrat la seva existència. Poc temps després de Feuerbach, Olry Terquem també va demostrar l'existència del cercle i va observar el fet que els punts mitjans dels segments determinats pels vèrtexs del triangle i l'ortocentre també són continguts a la circumferència (punts D, F i H de la figura).

## Discussió

Circumferència dels nou punts

Considerem les alçades del triangle ABC, AE, BG y CJ (vegeu la figura). El triangle GEJ és el triangle òrtic  del triangle ABC i el punt I és l'ortocentre del triangle ABC. Les alçades d'aquest triangle són les bisectrius dels angles interns de GEJ. Els costats del triangle ABC són les bisectrius exteriors del triangle GEJ. Les bisectrius de l'angle JGE tallen la mediatriu pel costat oposat EJ en els punts F i N, que es troben a la circumferència circumscrita c.
Els triangles ACJ i ACE són rectangles, tots dos tenen el costat AC com a hipotenusa. Se'n dedueix que els quatre punts A, C, E i J són concíclics i el centre de la circumferència que els uneix es troba sobre la intersecció de la hipotenusa AC amb la mediatriu del segment EJ, és a dir, el punt N. Per tant, N és punt mitjà del segment AC. Raonant igualment amb els triangles EIB i JIB, s'hi troba el punt F.
Anàlogament, es demostra que M i P són els punts mitjans dels costats AB i BC respectivament, i D i H punts mitjans dels segments AI i CI respectivament.

## Altres propietats

Tangència a les circumferències exinscrites

El 1822 Karl Feuerbach va descobrir una de les propietats més profundes sobre la circumferència que porta el seu nom: la circumferència dels nou punts és tangent exterior a les circumferències exinscrites al triangle. La circumferència inscrita al triangle és tangent interior a la circumferència de Feuerbach. La demostració d'aquest fet pot fer-se observant que els punts de tangència de dues de les circumferències exinscrites a un dels costats del triangle equidisten del punt mitjà d'aquest costat. Fent servir una inversió respecte d'aquest punt mitjà es pot completar la demostració.

### Relació entre la circumferència circumscrita i la de Feuerbach
Com que els punts D, F i H satisfan:
{\displaystyle IA=2\,ID\qquad IB=2\,IF\qquad IC=2\,IH,}
se'n dedueix que:
- La circumferència de Feuerbach d'un triangle és homotètica a la circumferència circumscrita.
- El centre de l'homotècia és l'ortocentre del triangle.
- La raó de l'homotècia és 2.

El triangle format pels punts D, F i H és semblant al triangle ABCE. També s'observa que el centre de la circumferència de Feuerbach, N, és punt mitjà del segment IO, on O és el circumcentre del triangle ABC.
Finalment, el centre de la circumferència de Feuerbach es troba sobre la recta d'Euler del triangle.